# Haruna Okuno
Haruna Okuno (奥野 春菜?, Okuno Haruna; 18 marzo 1999) è una lottatrice giapponese, specializzata nella lotta libera.

## Palmarès
- Mondiali

Parigi 2017: oro nei 55 kg.
Budapest 2018: oro nei 53 kg.
- Giochi asiatici

Giacarta 2018: bronzo nei 53 kg.